# Мајкић Јапра Доња
Мајкић Јапра Доња је насељено мјесто у општини Сански Мост, Босна и Херцеговина.

## Становништво
|             | 2013.       | 1991.        | 1981.        | 1971.        |
| Укупно      | 11 (100,0%) | 237 (100,0%) | 436 (100,0%) | 613 (100,0%) |
| Срби        | 11 (100,0%) | 233 (98,31%) | 432 (99,08%) | 611 (99,67%) |
| Остали      | –           | 3 (1,266%)   | –            | 2 (0,326%)   |
| Хрвати      | –           | 1 (0,422%)   | –            | –            |
| Југословени | –           | –            | 4 (0,917%)   | –            |